# Château-Arnoux-Saint-Auban
Château-Arnoux-Saint-Auban ist eine französische Gemeinde mit 5095 Einwohnern (Stand 1. Januar 2022) im Département Alpes-de-Haute-Provence in der Region Provence-Alpes-Côte d’Azur. Sie gehört zum Arrondissement Digne-les-Bains und zum Kanton Château-Arnoux-Saint-Auban.

## Geografie
Château-Arnoux-Saint-Auban liegt auf der rechten Seite der Durance an der Einmündung der Bléone. Die Gemeinde besteht aus den Ortsteilen Château-Arnoux und Saint-Auban.

## Geschichte
Der Ort Saint-Auban wurde um 1150 gegründet. Zwischen 1510 und 1530 wurde das Schloss (französisch Château) Arnoux errichtet. Ihren heutigen Doppelnamen trägt die Gemeinde seit dem 13. Dezember 1991.

### Bevölkerungsentwicklung
| Jahr                       | 1962 | 1968 | 1975 | 1982 | 1990 | 1999 | 2007 | 2019 |
| Einwohner                  | 5785 | 6532 | 6240 | 5576 | 5109 | 4970 | 5148 | 5089 |
| Quellen: Cassini und INSEE |      |      |      |      |      |      |      |      |

## Sehenswürdigkeiten
- Kirche Jésus-Ouvrier
- Kirche Saint-Bernard
- aus dem 16. Jahrhundert stammendes Renaissance-Schloss mit einer sehenswerten Wendeltreppe, Schlosspark und zugehörigem Bauernhof
- Kapelle Saint-Jean von 1667/68

Siehe auch: Liste der Monuments historiques in Château-Arnoux-Saint-Auban

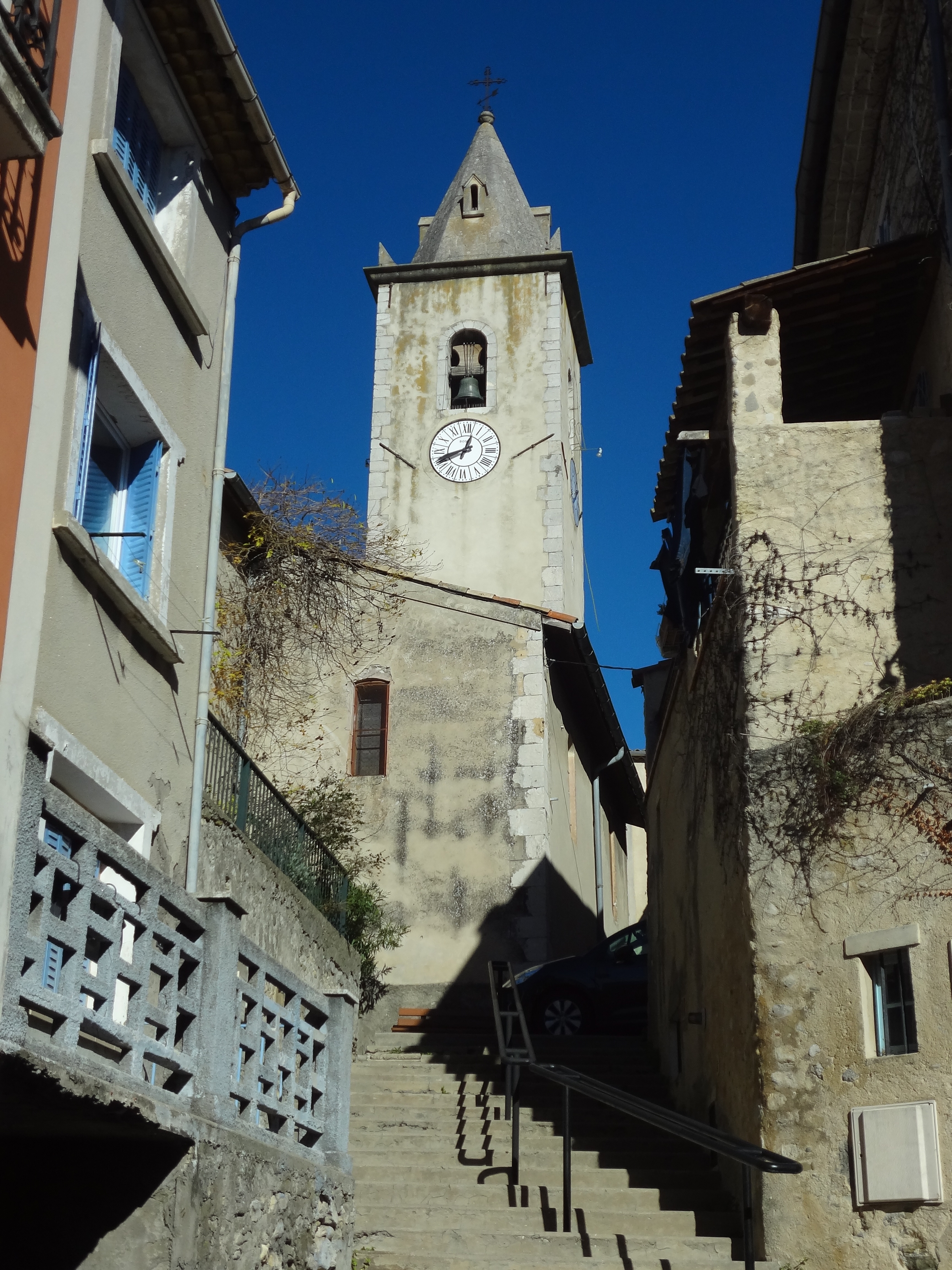
Kirche Saint-Bernard
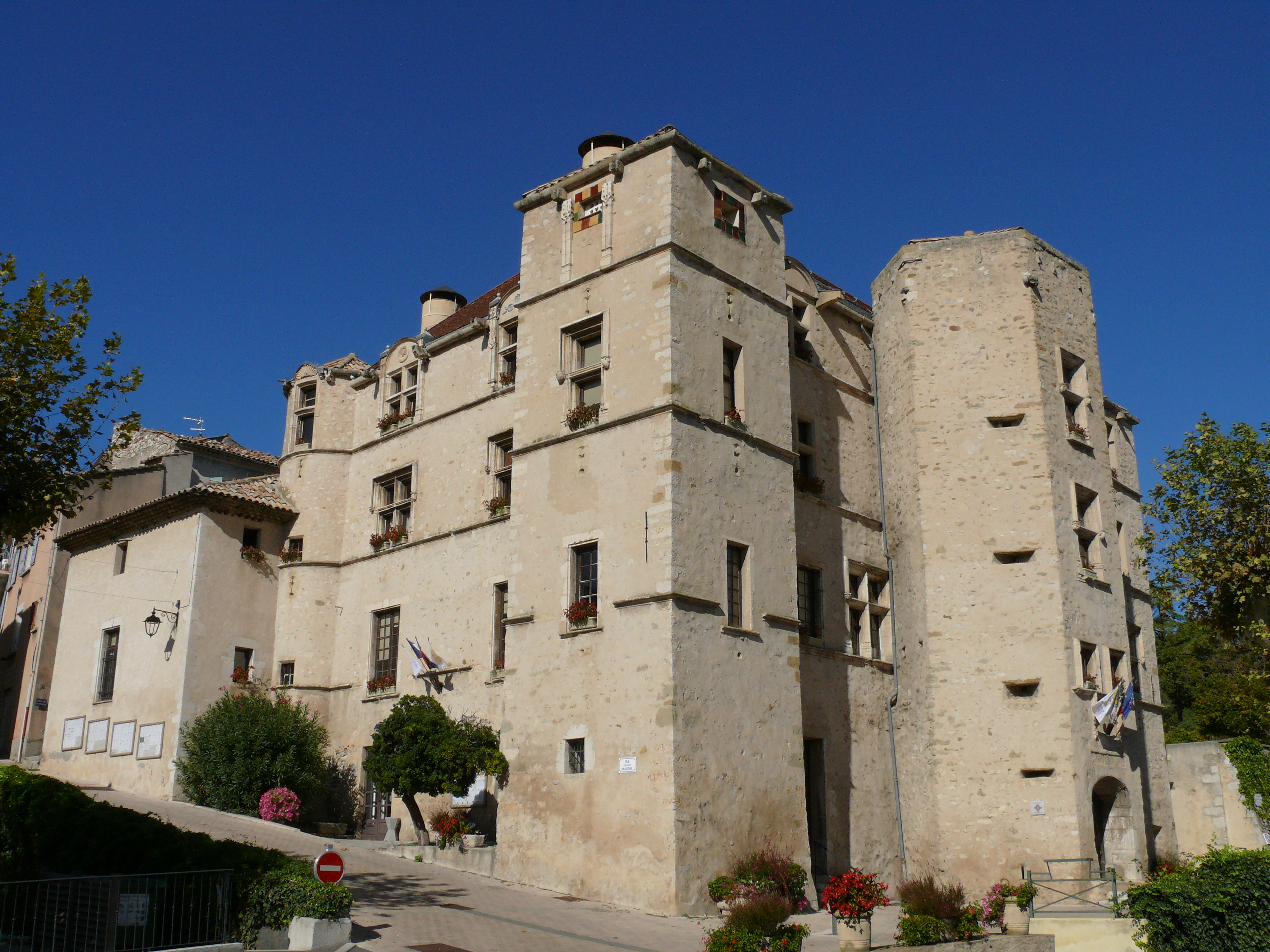
Renaissance-Schloss

## Wirtschaft und Infrastruktur

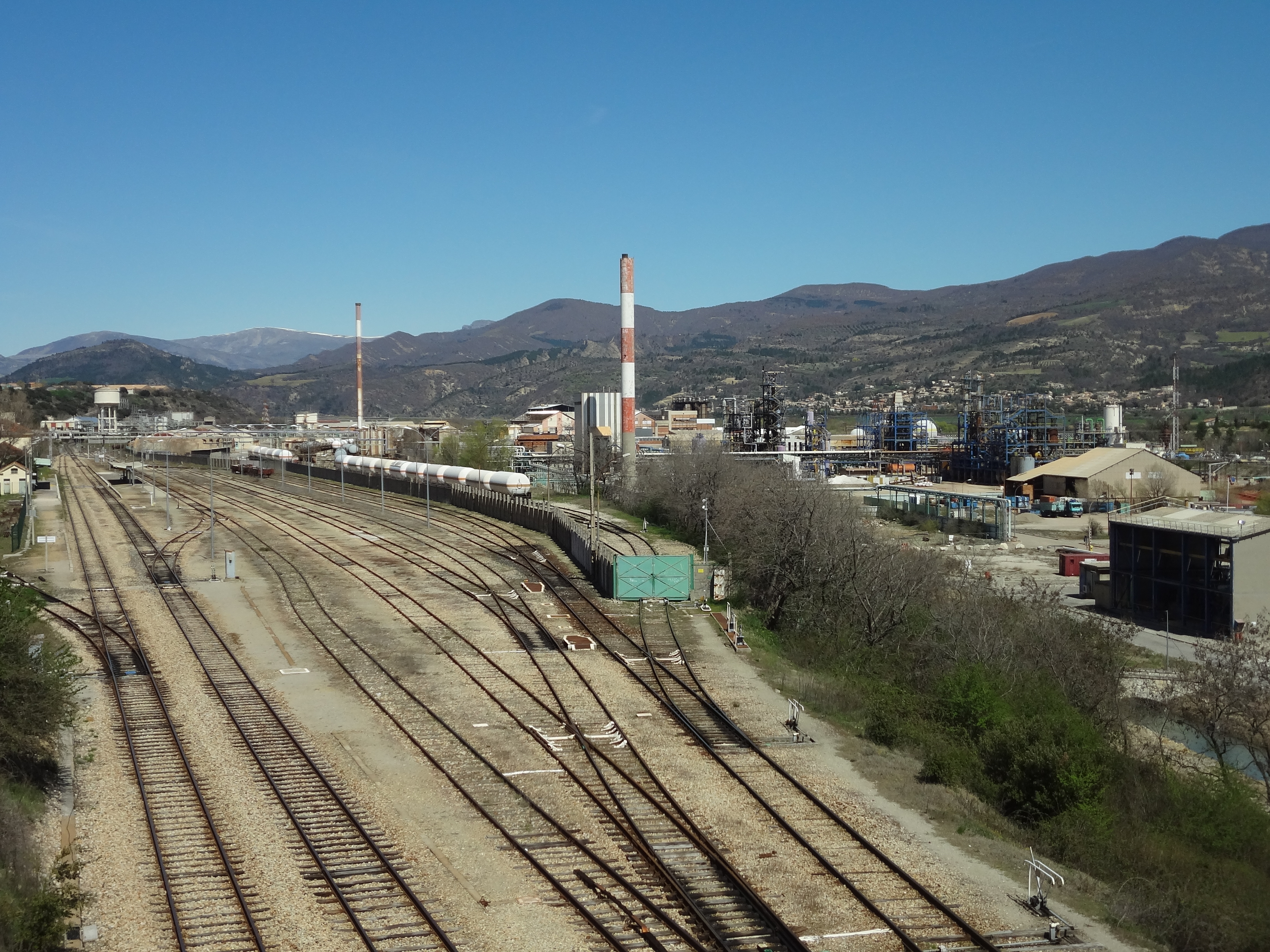
Bahnhof und Chemiewerk (2013)

Das Petrochemieunternehmen Arkema hat in Château-Arnoux-Saint-Auban eine Produktionsstätte. Das Vorgängerwerk wurde während des Ersten Weltkriegs für die Herstellung von Chemischen Waffen dort angesiedelt.
Der Ort beherbergt eine Wetterstation, einen Flugplatz und ein Luftsportzentrum.

## Verkehr
Der Ort hat seit 1872 einen Bahnhof an der Bahnstrecke Lyon–Marseille, auf deren südlichem Abschnitt TER-Züge der Relation Marseille-Pertuis-Briançon verkehren. Der durchgehende Reisezugverkehr nach Grenoble wurde im Zuge der Regionalisation eingestellt, seitdem muss in Veynes umgestiegen werden. Die Strecke zum nahen Digne-les-Bains, von wo aus Züge nach Nizza verkehren, wurde 1989 aufgegeben.